# Luciano Jorge Fernandes
Luciano Jorge Fernandes (Olhão, 6 de agosto de 1940 — Lisboa, 5 de dezembro de 1966) foi um futebolista português.
Luciano morreu tragicamente aos 26 anos de idade ao ser eletrocutado numa banheira (estilo jacuzzi) no balneário do Benfica por problemas com a fiação.

## Títulos
- Campeonato Nacional 1963/1964
- Campeonato Nacional 1964/1965
- Campeonato Nacional 1966/1967
- Taça de Portugal 1963/1964